# Suroît (Montérégie)
Pour les articles homonymes, voir Suroît.
Le Suroît, également appelé le Haut-Saint-Laurent ou le Sud-Ouest, est une région géographique et historique du Québec située au sud-ouest de la plaine du Saint-Laurent. Son territoire correspond à la partie ouest de la région administrative de la Montérégie et à l'ancienne sous-région de la Vallée-du-Haut-Saint-Laurent.

## Géographie

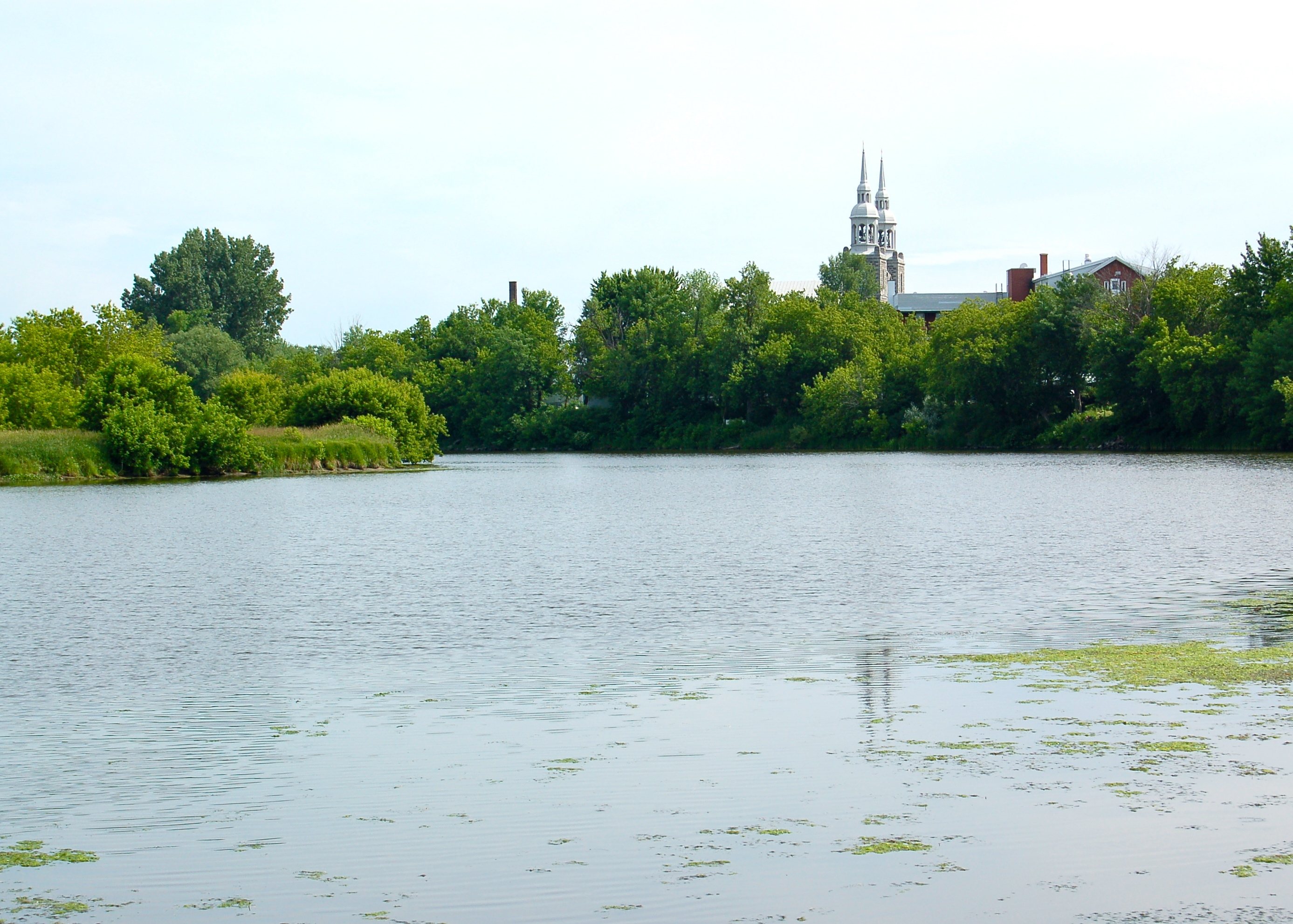
Rivière Châteauguay à Sainte-Martine.

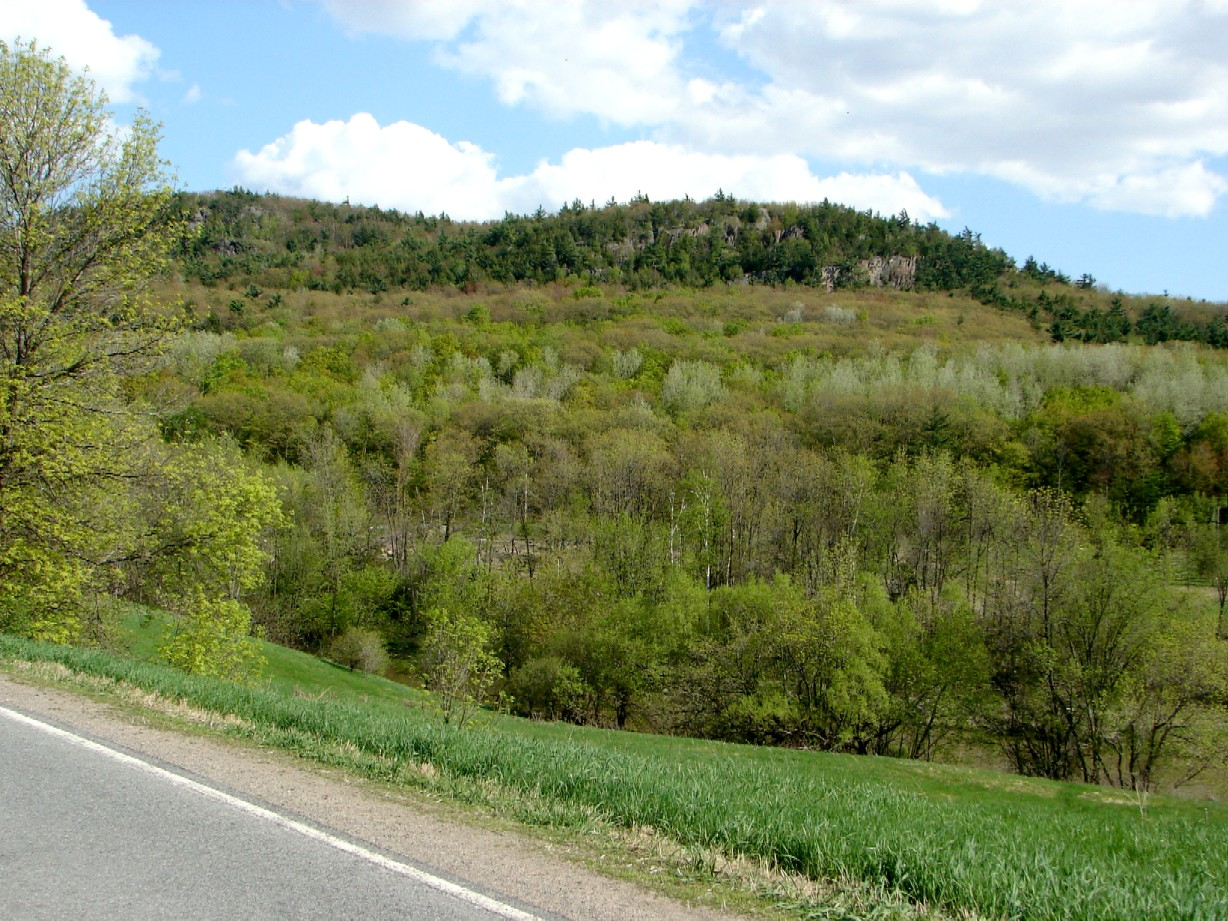
Montagne de Rigaud.

### Territoire
Le Suroît englobe historiquement les territoires des actuelles municipalités régionales de comté (MRC) de Vaudreuil-Soulanges, du Haut-Saint-Laurent, de Beauharnois-Salaberry, la ville de Châteauguay et ses environs, de même que le sud de la MRC des Jardins-de-Napierville.
Le pays du Suroît prend ses racines dans la partie sud-ouest de la Montérégie. Sa limite se dessine, au nord et à l'ouest, le long de la rivière des Outaouais, à partir de l'île Perrot jusqu'à Rigaud puis la frontière de l'Ontario puis celle de l'État de New York. Si la limite ouest de la région ne pose pas d’ambiguïté – étant toujours la frontière au sud de l'Outaouais – la limite est varie selon les auteurs. Suivant la définition la plus restrictive, la limite est engloberait Covey Hill jusqu'à Beauharnois. Pour d'autres, la région s'étend entre les rivières Richelieu et des Outaouais. Le Suroît est souvent assimilé au Haut-Saint-Laurent ou Vallée-du-Haut-Saint-Laurent. La région couvre ainsi, par extension, la totalité des MRC des Jardins-de-Napierville et de Roussillon.
La région comprend ainsi la presqu'île de Vaudreuil-Soulanges, l'ile Perrot, le bassin versant de la rivière Châteauguay, la plaine au nord des Adirondacks et la plaine entre le lac Champlain et le bassin de Laprairie. Le Suroît est borné au nord par la région des Laurentides et l'île de Montréal, desquelles elle est séparée respectivement par la rivière des Outaouais (lac des Deux Montagnes) et le fleuve Saint-Laurent (lac Saint-Louis). La région est bornée au nord-est par l'agglomération de Longueuil, à l'est par la région du Richelieu, au sud par le North Country (en) de l'État de New York et à l'ouest par l'Est de l'Ontario. Elle couvre une superficie totale de 4 165 km2, dont 3 713 km2 terrestres.
Le Suroît chevauche un territoire urbanisé au nord, en continuité de la région métropolitaine de Montréal, et un ensemble rural à l'ouest et au sud. Une partie significative de la région se trouve donc à l'intérieur du territoire de la Communauté métropolitaine de Montréal.

### Relief, climat et hydrographie
Le Suroît se situe dans les basses-terres du Saint-Laurent. Il constitue une dénivellation importante entre le lac Saint-François en amont du fleuve Saint-Laurent et le lac Saint-Louis en aval, passant de 46 mètres d'altitude à 21 mètres et formant une série de cascades. Le relief est relativement plat, hormis les élévations comme la montagne de Rigaud, qui s'élève à 223 mètres  et le piedmont des Adirondacks dans la zone frontalière Haut-Saint-Laurent.
La région du Suroît tire son nom de suroît, qui désigne le vent du sud-ouest, terme qui origine du mot normand surouet. Ce vent dominant, annonciateur de ciel bleu et de réchauffement du temps, conditionne le climat régional. Le Suroît est ainsi la région la plus chaude du Québec et son climat est agréable en raison de l'effet tempérant des importants plans d’eau qui s'y trouvent.
La région est arrosée par le fleuve Saint-Laurent, la rivière des Outaouais, les lacs fluviaux Saint-François, Saint-Louis et des Deux Montagnes. Plusieurs tributaires arrosent la région, notamment les rivières Châteauguay, Saint-Louis, de la Tortue, Rigaud, à la Raquette, Rouge, Beaudette.

### Flore et faune
Le maskinongé, l'achigan, la perchaude, le doré, le brochet, l'esturgeon jaune, la carpeallemande et le brochet maillé vivent dans les eaux du fleuve Saint-Laurent dans la région.

## Urbanisme

### Occupation du territoire

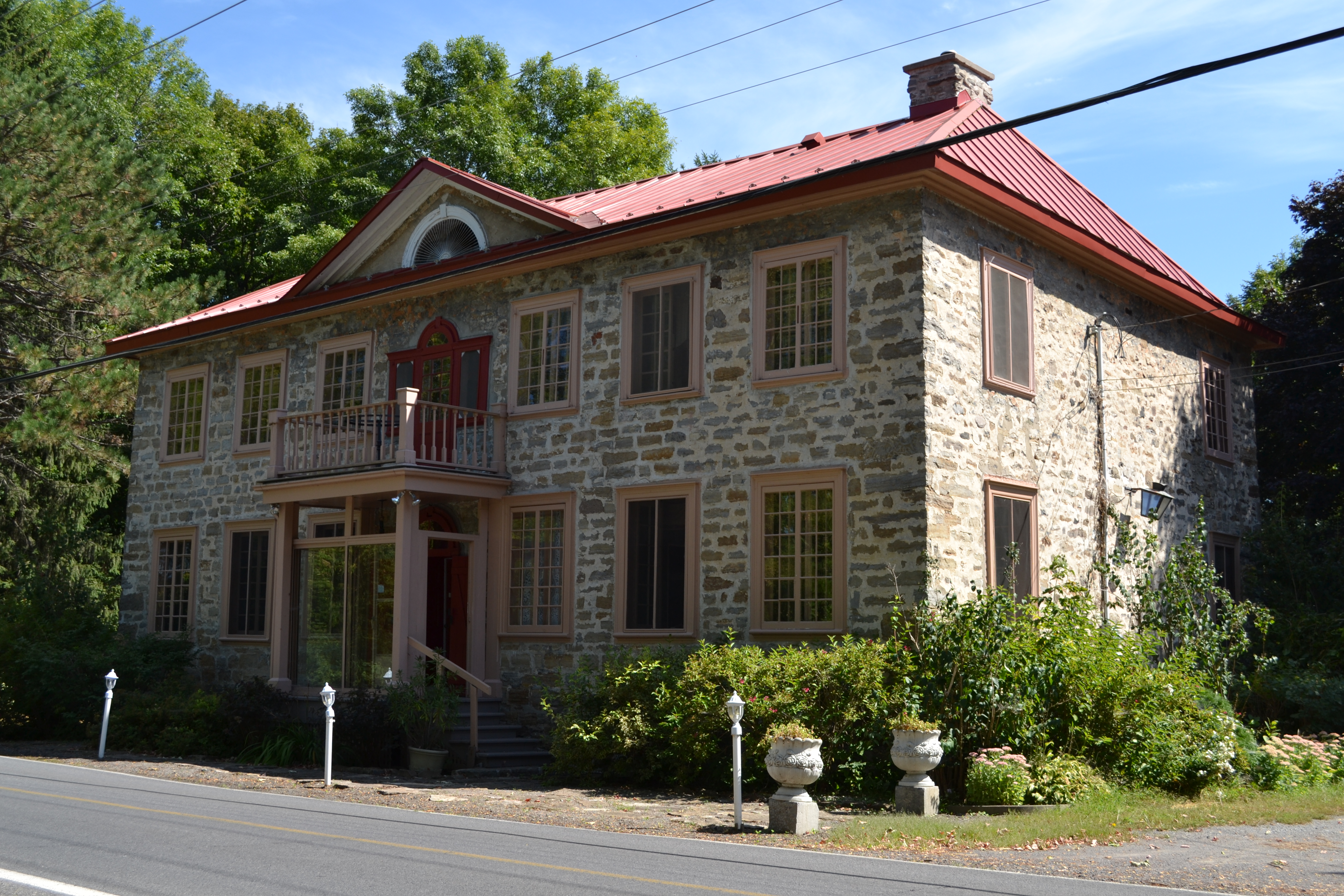
Maison Sauvageau-Sweeny à Mercier.

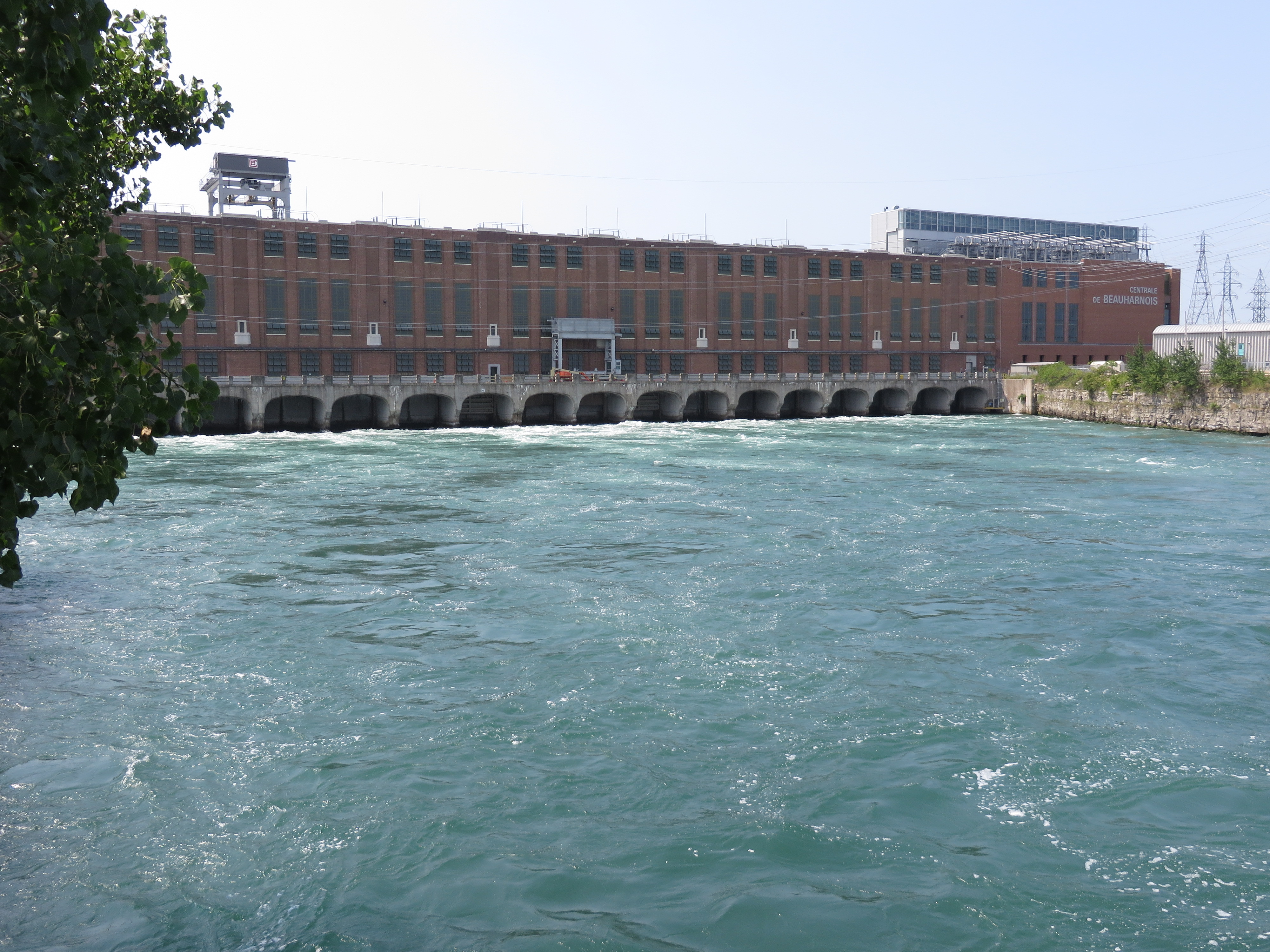
Centrale de Beauharnois.

Le territoire est en grande partie occupé par l'agriculture. Les forêts, essentiellement de feuillus, se retrouvent sur la montagne de Rigaud et une bande couvrant Saint-Lazare et Hudson, à Kahnawake, de même que le territoire limitrophe de la frontière américaine.

### Transport
La structure des réseaux de transport du Suroît s'explique par sa position géographique, d'une part comme lieu de passage obligé entre le Québec, l'Ontario et l'état de New York, d'autre part par sa proximité de Montréal. Le réseau routier s'articule autour de quatre autoroutes principales traversant son territoire. Celles-ci se développent dans l'axe de Vaudreuil-Soulanges de même que dans l'axe du bassin de La Prairie-Lac Champlain, et enfin en ceinture de Montréal. L'autoroute du Souvenir (A-20) relie Montréal à Toronto et Détroit vers le sud-ouest. L'autoroute Félix-Leclerc (A-40), segment de la route Transcanadienne, relie Montréal à Ottawa et Winnipeg à l'ouest. L'autoroute 15 relie Montréal à New York par le poste frontalier de Saint-Bernard-de-Lacolle. L'autoroute de l'Acier (A-30) relie Vaudreuil-Dorion à Candiac et Sorel-Tracy au nord-est. Cette voie relie les différentes parties de la Montérégie et remplit le rôle de ceinture périphérique sud de Montréal.
Le réseau routier supérieur comprend trois routes principales : la route 138 (ancienne route 4) longe la rivière Châteauguay et relie l'état de New York à la hauteur d'Elgin à Montréal; la route 201, de classe nationale et régionale, traverse le Suroît entre Rigaud et Franklin. La présence de plusieurs cours d'eau et plans d'eau majeurs amène plusieurs ponts et liens fluviaux. Deux ponts traversent le fleuve Saint-Laurent entre Vaudreuil-Soulanges et Salaberry-de-Valleyfield, soit les ponts Monseigneur-Langlois (R-201) et Serge-Marcil (A-30). Entre Vaudreuil-Soulanges et Montréal, trois ponts franchissent l'Outaouais, soit le pont de l'Île-aux-Tourtes (A-40) de même que les ponts Taschereau et Galipeault (A-20) desservant l'île Perrot. Trois routes relient l'Ontario et les municipalités de Vaudreuil-Soulanges entre elles dans l'axe est-ouest convergent vers Vaudreuil-Dorion. Ce sont : le chemin du Fleuve (R-338 et ancienne route 2), longeant le fleuve Saint-Laurent et le canal de Soulanges, le chemin de la Cité-des-Jeunes (R-340) entre Saint-Télesphore et Saint-Lazare, et le chemin Harwood (R-342 et ancienne route 17), parallèle au lac des Deux Montagnes en direction de Pointe-Fortune et Hawkesbury. La route 325, collectrice, relie les municipalités rurales de l'ouest du territoire entre Rivière-Beaudette et Rigaud. Trois services de navette fluviale assurent des liaisons l'été entre Vaudreuil-Soulanges et Beauharnois-Salaberry, soit Les Coteaux/Salaberry-de-Valleyfield, Les Cèdres/Salaberry-de-Valleyfield et Beauharnois/Notre-Dame-de-l'Île-Perrot, et deux services de traversier permettent les déplacements par le lac des Deux-Montagnes vers les Basses-Laurentides, soit les traverses de Pointe-Fortune-Carillon et d'Oka-Hudson. Le réseau cyclable du Suroît propose 174 km de piste.
La région du Suroît est bien desservie par le transport collectif grâce aux services d'Exo, de la Société de transport de Salaberry-de-Valleyfield, des MRC de Beauharnois-Salaberry, du Haut-Saint-Laurent et de Vaudreuil-Soulanges. On compte sur son territoire cinq gares de trains de banlieue, toutes sur la ligne Exo 1, qui relie Hudson à Montréal en 1h15. On y retrouve 33 circuits d'autobus, tant locaux que intermunicipaux. Toutes les MRC de la région du Suroît offrent à leurs résidents un service de taxibus, permettant de se déplacer dans la région, et ce, à moindre coût.

## Histoire

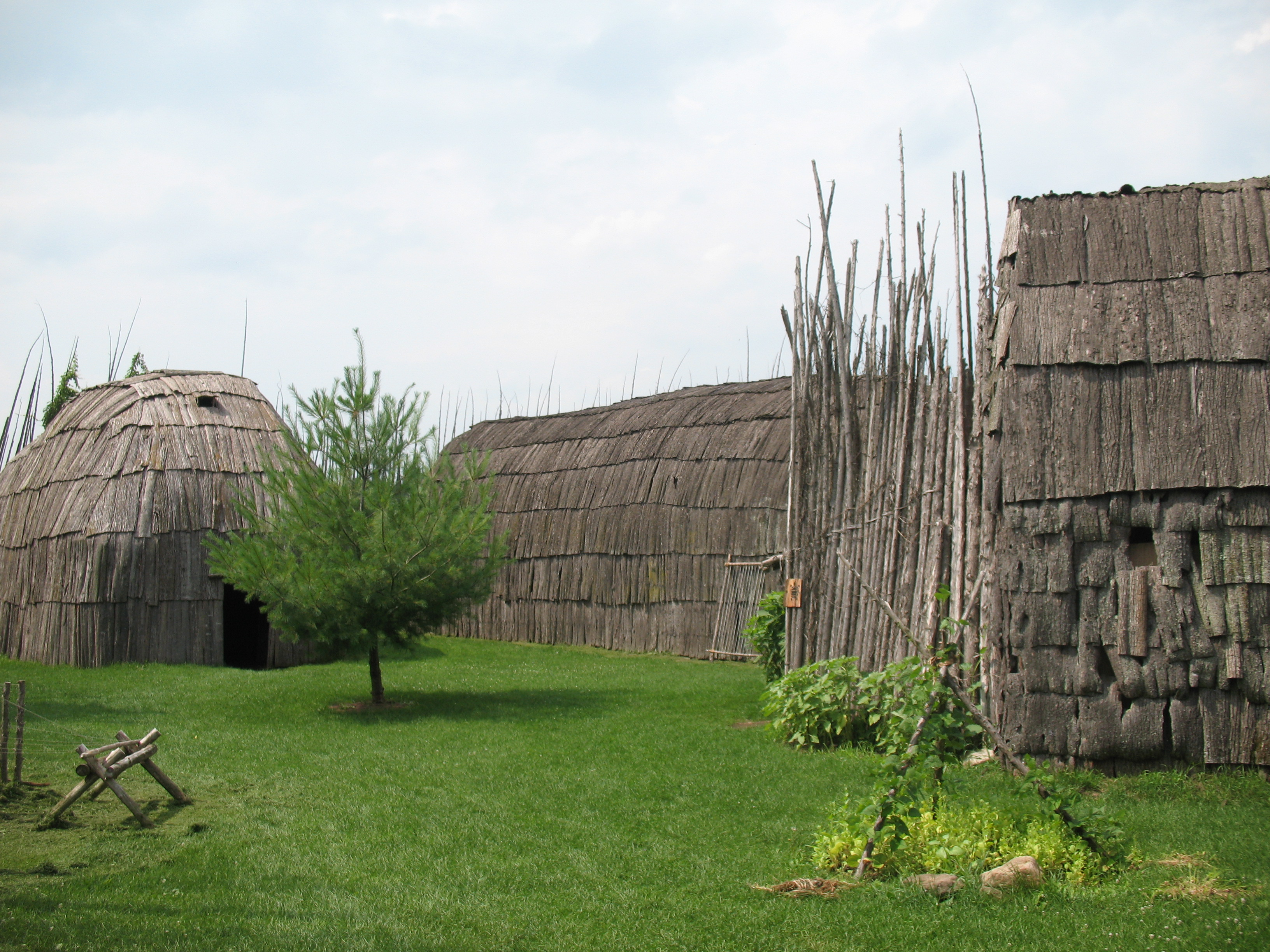
Site archéologique Droulers-Tsiionhiakwatha à Saint-Anicet.

Le toponyme du Suroît désigne un vent du sud-ouest qui origine du mot normand surouet La particularité géographique du Suroît, à la confluence de l'Outaouais et du Saint-Laurent en amont de l'archipel d'Hochelaga dans une zone de rapides sur le fleuve, détermine son histoire à toutes les époques, que ce soit chez les Amérindiens, en Nouvelle-France, sous le régime britannique ou au cours de la Confédération canadienne. De tout temps, les « Rapides-d'en-Haut » sont tantôt un verrou, tantôt une voie de pénétration, à la fois frontière réelle et zone de contact. Peu de régions sont ainsi liées à toute l'histoire économique canadienne. Les Amérindiens s'alimentent beaucoup de poisson, nombreux dans les nombreux cours d'eau.
Étienne Brûlé, considéré comme le premier Ontarois, est le premier Européen à naviguer sur l'Outaouais. Lors de la colonisation française, les rapides entre les lacs Saint-François et Saint-Louis rendent difficile la remontée du Saint-Laurent, la rivière des Outaouais devient ainsi la voie de pénétration des explorateurs puis de la traite des fourrures, les gouverneurs François-Marie Perrot puis Pierre de Rigaud de Vaudreuil installeront ainsi des comptoirs dans leurs seigneuries respectives de L'Île-Perrot et de Rigaud, la première en amont de Ville-Marie, la seconde stratégiquement située près des rapides de Carillon, qui y obligent le portage et donc un arrêt des voyageurs.
L'ouverture successive de canaux de gabarits toujours plus imposants, tant du côté de Soulanges, avec le canal de Coteau-du-Lac en 1783, le canal des Cascades en 1805, le premier canal de Soulanges inauguré en 1899, que du côté de Beauharnois, avec le premier canal de Beauharnois ouvert en 1845 et le canal actuel de Beauharnois en 1959, permettent à la région de se développer.
De 2004 à 2015, la région du Suroît a été reconnue comme sous-région de la Montérégie, portant le nom temporaire de Montérégie-Ouest puis nommée Vallée-du-Haut-Saint-Laurent. Une conférence régionale des élus rassemblait les représentants de la population. Cette structure a été abolie en 2015 à l'instar de toutes les conférences régionales des élus du Québec.

### Chronologie
|                | Événement |
| 6500 av. J.-C. | Premières traces de la présence de Paléoindiens sur l'île Thompson (lac Saint-François)                                                                                  |
| 3000 av. J.-C. | Expéditions de chasse et pêche des Amérindiens de l'Archaïque dans l'archipel de Coteau-du-Lac                                                                           |
| 1450-1500      | Village iroquoïen sur le site de Saint-Anicet |
| 1715           | Implantation de colons français sur le territoire des Cèdres |
| 1780           | Construction du canal de Coteau-du-Lac |
| 1792           | Création du comté de Huntingdon |
| 1799-1811      | Concession des cantons du Haut-Saint-Laurent |
| 1801           | Fondation de plusieurs écoles dans les cantons anglophones |
| 1813           | Bataille de la Châteauguay |
| 1819           | Début des services de bateau à vapeur sur les lacs Saint-Louis, Saint-François et des Deux Montagnes                                                                     |
| 1836           | Rattachement des paroisses catholiques de la région au nouveau diocèse de Montréal                                                                                       |
| 1838           | Combat des Patriotes à Beauharnois |
| 1839           | Village de Napierville dévasté |
| 1842-1845      | Construction du canal de Beauharnois |
| 1855           | Constitution des premières municipalités |
| 1857           | Création du district judiciaire de Beauharnois, les comtés de Vaudreuil et de Soulanges demeurent les seuls des environs de Montréal à dépendre du district de Montréal. |
| 1873           | Ouverture de la première beurrerie canadienne à Athelstan (Howick) |
| 1878           | Ouverture de l'usine de textiles de la Montreal Cottons à Salaberry-de-Valleyfield                                                                                       |
| 1887           | Ouverture de la ligne de trains de banlieue Lakeshore West par le CP, renommée Montréal/Dorion-Rigaud par la CTCUM et devenue exo 1 en 2018.                             |
| 1912           | Réouverture de l'Hôtel-Dieu à Salaberry-de-Valleyfield |
| 1930-1932      | Creusement du deuxième canal de Beauharnois et aménagement de la centrale de Beauharnois                                                                                 |
| 1937           | Importantes grèves, notamment à Salaberry-de-Valleyfield |
| 1941-1945      | Croissance économique liée à la fabrication de matériel militaire en Beauharnois-Salaberry                                                                               |
| 1952           | Grève à la Dominion Textile de Salaberry-de-Valleyfield |
| 1959           | Ouverture de la voie maritime du Saint-Laurent |
| 1967           | Ouverture du Collège de Valleyfield |
| 1988           | Création de la région administrative de la Montérégie |
| 1990           | Occupation du pont Honoré-Mercier par les Mohawks de Kahnawake |
| 1994           | Daniel Johnson (fils), député de Vaudreuil-Soulanges, premier ministre du Québec                                                                                         |
| 1998           | Verglas massif dans le Nord-Est de l'Amérique du Nord |
| 2004           | Création de la conférence régionale des élus de la Vallée-du-Haut-Saint-Laurent, laquelle est constituée en sous-région de la Montérégie.                                |
| 2015           | Abolition de la conférence régionale des élus de la Vallée-du-Haut-Saint-Laurent et de la sous-région correspondante.                                                    |

## Politique

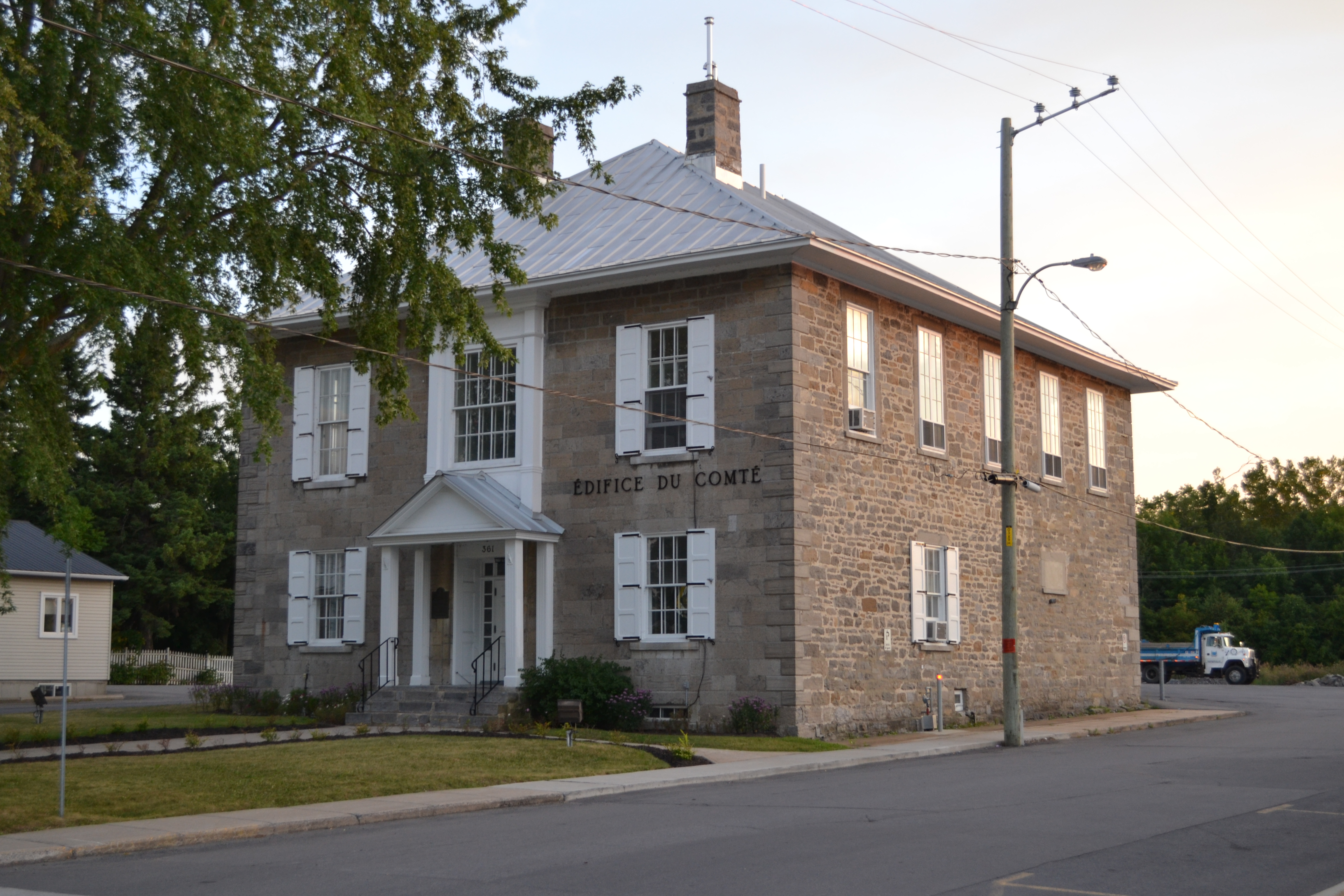
Palais de justice de Napierville.

Le Suroît est une région historique et n'a pas d'existence juridique. Entre 2004 et 2015, la conférence régionale des élus de la Vallée-du-Haut-Saint-Laurent agit comme organisme de concertation et de représentation régionale de la collectivité du Suroît. La réforme régionale centralisatrice du gouvernement du Québec en 2015 supprime cet échelon d'organisme. Les directions administratives régionales des ministères du Québec sont établies selon des découpages et des appellations variables, correspondant à peu près au territoire du Suroît mais parfois à celui de toute la Montérégie.
Tourisme Suroît est un organisme de promotion touristique ayant juridiction sur le territoire restreint du Suroît. La région de Montérégie-Suroît définie par l'Association provinciale des constructeurs d'habitations du Québec correspond au territoire de la Vallée-du-Haut-Saint-Laurent. La nouvelle circonscription fédérale de Salaberry—Suroît, dont le nom proposé initialement était Salaberry, correspond à une partie du territoire restreint du Suroît.

## Démographie
La population de la grande région du Suroît s'élève à 451 291 habitants (2017), appelés Suroîsiens. La population régionale est inégalement répartie. Les MRC de Roussillon et de Vaudreuil-Soulanges représentent les trois quarts de la population de la région. La Vallée-du-Haut-Saint-Laurent connaît une croissance démographique supérieure à celles du Québec et de la Montérégie. Cette croissance est davantage marquée dans la MRC de Vaudreuil-Soulanges, qui forme l'un des pôles de croissance du Québec, ainsi que dans la MRC de Roussillon. Cette croissance s'explique à la fois par la natalité et par la migration en provenance de l'île de Montréal. À l'opposé, la MRC de Beauharnois-Salaberry connaît une croissance modérée alors que le Haut-Saint-Laurent voit sa population baisser. La structure d'âge reflète les différences de croissance; ainsi, en 2012, l'âge médian dans les MRC de Roussillon, de Vaudreuil-Soulanges et des Jardins-de-Napierville est d'environ 39 ans contre 45 dans les MRC de Beauharnois-Salberry et du Haut-Saint-Laurent.

## Économie
| Circuit du Paysan        |
| Centrale de Beauharnois  |
| Droulers-Tsiionhiakwatha |
| Pointe-du-Buisson        |
| Ski Mont Rigaud          |

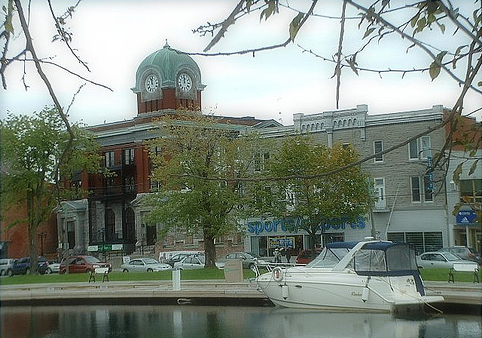
Centre-ville de Salaberry-de-Valleyfield.

La proximité de grands centres de population au carrefour de Montréal, de l'Ontario et de l'état de New York et l'accessibilité rapide par le réseau autoroutier sont des avantages certains pour l'économie régionale. Le fleuve et l'environnement champêtre sont deux ressources majeures pour le développement récréotouristique. La clientèle récréotouristique se compose surtout d'excursionnistes. Le Circuit du Paysan est une randonnée de 194 km longeant la frontière américaine entre la rivière Richelieu et le lac Saint-François. Il est l'une des routes gourmandes notoires au Québec avec son paysage champêtre, son patrimoine architectural, l'unicité de ses produits du terroir, notamment le cidre de glace, le bleuet, les cabanes à sucre, les vignobles et les microbrasseries et l'agrotourisme. Salaberry-de Valleyfield et Beauharnois comptent plusieurs attraits d'intérêt pour les excursionnistes en provenance de la région montréalaise, notamment la centrale de Beauharnois, le site archéologique de la Pointe-du-Buisson, le centre-ville de Salaberry-de-Valleyfield, un réseau de pistes cyclables de 192 km dont celles du parc régional de Beauharnois-Salaberry, les activités aquatiques, l'exposition MoCo : L’étoffe d’une ville. La région privilégie le développement des marinas, la réouverture du canal de Soulanges, la bonification du vieux canal de Beauharnois, l'intensification des services de navettes et croisières fluviales, le cyclotourisme, le Grand Safari, la structuration de l'interprétation historique et archéologique, l'expérience en agrotourisme, le déploiement d'événements identitaires et la consolidation du tourisme d'affaires.
Le mensuel Le Journal d'affaires du Sud-Ouest - Montérégie traire de l'économie du Suroît et du sud-est de la Montérégie (MRC du Haut-Richelieu et de Rouville).

## Culture

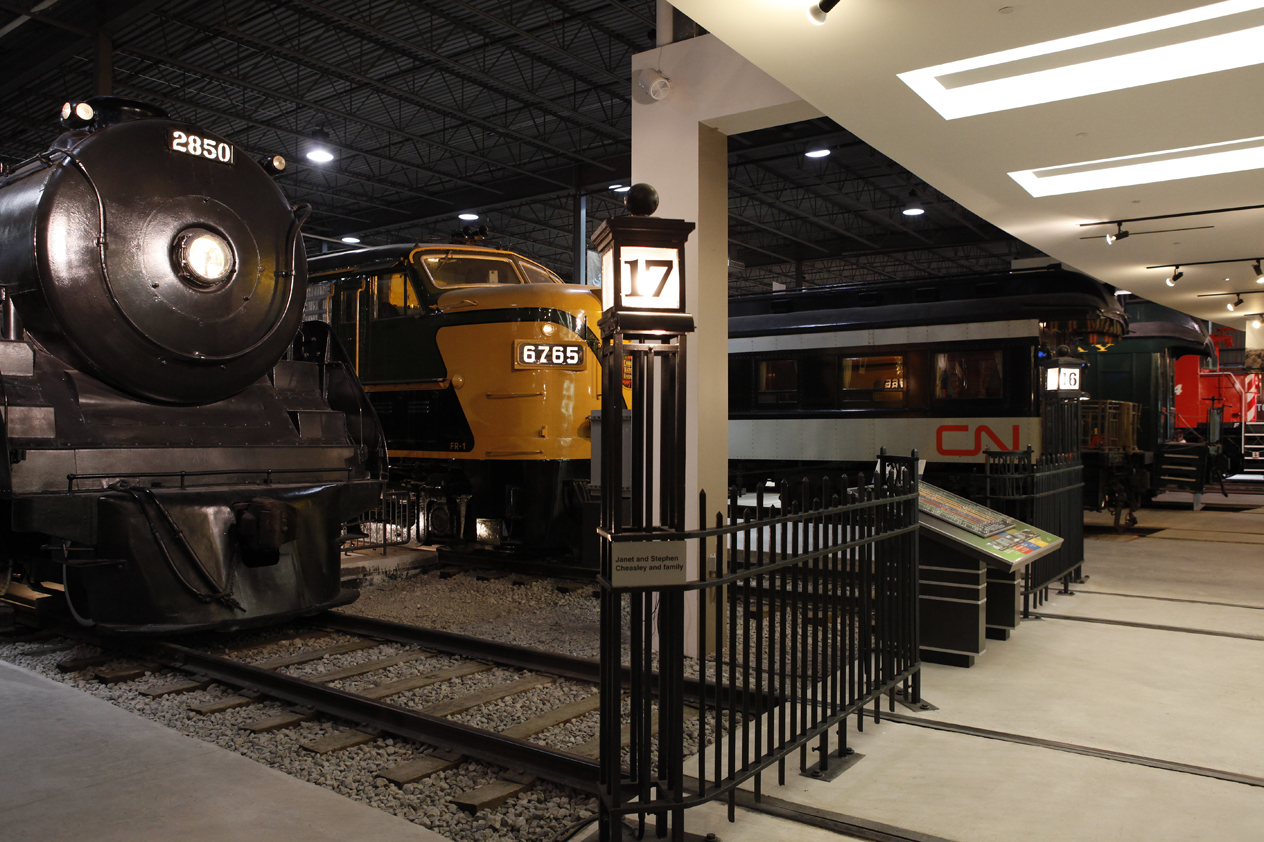
Musée ferroviaire canadien à Saint-Constant.

Les lieux patrimoniaux de la Vallée-du-Haut-Saint-Laurent comprennent entre autres la cathédrale Saint-Cécile, l'église Saint-Michel de Vaudreuil, l'édifice Robert-Lionel-Séguin. Un projet de création collective de mosaïques d'émail sur cuivre, sous la coordination de l'artiste Bernard Séguin Poirier, vise à mettre en valeur 48 lieux de culte de la région.

## Société

### Éducation
Le Centre d'études universitaires de la Vallée-du-Haut-Saint-Laurent, qui est rattaché à l'Université du Québec à Trois-Rivières, offre à Salaberry-de-Valleyfield et à Vaudreuil-Dorion des programmes de formation universitaire en administration, comptabilité, gestion des ressources humaines, soins infirmiers, psychologie, santé et sécurité au travail, services de garde, traduction et littérature jeunesse. Le Collège de Valleyfield offre la formation collégiale à Salaberry-de-Valleyfield et à Vaudreuil-Dorion. Trois commissions scolaires gèrent les services d'éducation primaire et secondaire au Suroît : la Commission scolaire des Trois-Lacs dans la partie ouest (Vaudreuil-Soulanges), la Commission scolaire de la Vallée-des-Tisserands au centre-sud (Beauharnois-Salaberry et Le Haut-Saint-Laurent) et la Commission scolaire des Grandes-Seigneuries dans la partie est (Roussillon et les Jardins-de-Napierville). Ces commissions scolaires sont depuis 2020 des centres de services scolaires.

## Municipalités régionales de comté
Les tableaux suivants présentent les données démographiques, politiques et territoriales des MRC composant le Suroît :
| No | MRC (a)                | Superficie (km2) (b) | Superficie (km2) (b) | Superficie (km2) (b) | Préfet            | Collectivités locales | Chef-lieu                | Principale ville         |
| No | MRC (a)                | Total                | Eau                  | Terre                | Préfet            | Collectivités locales | Chef-lieu                | Principale ville         |
| -- | ---------------------- | -------------------- | -------------------- | -------------------- | ----------------- | --------------------- | ------------------------ | ------------------------ |
| 67 | Roussillon             | 450,3                | 31,8                 | 418,5                | Jean-Claude Boyer | 12                    | Saint-Constant           | Châteauguay              |
| 68 | Jardins-de-Napierville | 804,5                | 2,1                  | 802,5                | Paul Viau         | 11                    | Saint-Michel             | Saint-Rémi               |
| 69 | Haut-Saint-Laurent     | 1 248,3              | 80,7                 | 1 167,6              | Louise Lebrun     | 14                    | Huntingdon               | Ormstown                 |
| 70 | Beauharnois-Salaberry  | 521,5                | 53,4                 | 468,1                | Marie Laberge     | 7                     | Beauharnois              | Salaberry-de-Valleyfield |
| 71 | Vaudreuil-Soulanges    | 1 017,0              | 853,6                | 163,4                | Jean Lalonde      | 23                    | Vaudreuil-Dorion         | Vaudreuil-Dorion         |
|    | Suroît                 | 4 041,6              | 331,4                | 3 710,3              | ...               | 67                    | Salaberry-de-Valleyfield | Châteauguay              |

| No | MRC                    | Population (2001) (c) | Population (2017) | Part (2011) | Densité (2017) (hab./km2) | Variation (2001-2011) |
| -- | ---------------------- | --------------------- | ----------------- | ----------- | ------------------------- | --------------------- |
| 67 | Roussillon             | 138 172               | 184 347           | 39,5 %      | 440                       | 17,4 %                |
| 68 | Jardins-de-Napierville | 22 820                | 27 452            | 6,4 %       | 34                        | 15,0 %                |
| 69 | Haut-Saint-Laurent     | 21 851                | 24 645            | 5,2 %       | 21                        | -3,0 %                |
| 70 | Beauharnois-Salaberry  | 59 137                | 64 473            | 15,1 %      | 138                       | 4,8 %                 |
| 71 | Vaudreuil-Soulanges    | 102 100               | 150 374           | 33,9 %      | 176                       | 36,5 %                |
|    | Suroît                 | 344 080               | 451 291           | 100 %       | 122                       | 19,4 %                |

Note : Les totaux peuvent être légèrement différents des sommes des composantes en raison des arrondissements.
(a) La municipalité régionale de comté au Québec est calculée par Statistique Canada comme une division de recensement, soit qu'elle inclue contrairement à la municipalité régionale de comté les établissements amérindiens rattachés au territoire d'une municipalité régionale de comté sans que ces établissements ne relèvent administrativement de la municipalité régionale de comté.
(b) La superficie correspond à la surface terrestre donnée par le recensement de 2011. Elle comprend les établissements amérindiens. (Entre parenthèses, superficie hors établissement amérindien).
(c) Population des municipalités régionales de comté correspondant à l'entité administrative, c'est-à-dire hors établissement amérindien. Données de population pour les communautés autochtones indisponibles en 2011.

Sources : 1. Statistique Canada. 2012. Profil du recensement, Recensement de 2011, produit no 98-316-XWF au catalogue de Statistique Canada. Ottawa. Diffusé le 24 octobre 2012. Consulté le 31 janvier 2013. 2. Statistique Canada. 2002. Profil du recensement, Recensement de 2001, Statistique Canada. Ottawa.